# Ammianus Marcellinus

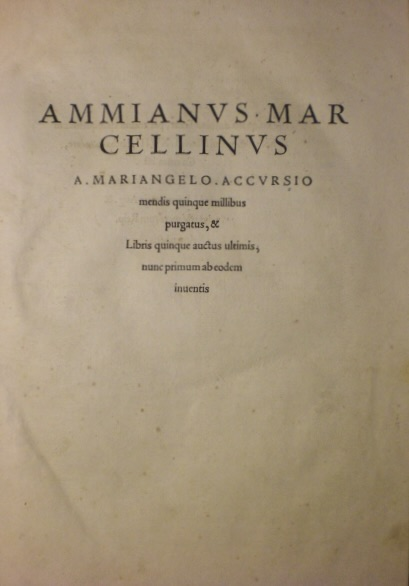
Titelblad van de uitgave van Ammianus door Accursius (Augsburg 1533)

Ammianus Marcellinus (Antiochië, ± 330 – 400 n.Chr.) was een Romeinse historicus van Griekse herkomst. Hij was de laatste grote historicus uit het Romeinse Rijk; zijn overgeleverde werk beschrijft de geschiedenis van de periode van 353 tot en met 378.

## Leven
Over Ammianus' leven is slechts weinig bekend, uit zijn werk kan men echter toch het een en ander afleiden. Hij werd rond 330 geboren. in de Syrische stad Antiochië aan de Orontes, toentertijd een van de grootste en belangrijkste steden van het Romeinse Rijk. Waarschijnlijk was hij afkomstig uit een welgestelde Griekse familie (mogelijk uit de Curialenstand). Hij was duidelijk zeer goed ingevoerd in de Romeinse- en Griekse literatuur. Reeds op jonge leeftijd startte Ammianus een loopbaan in het leger, waar hij als gardeofficier (protector domesticus) diende. Als zodanig had hij de opdracht zijn superieur, de legeraanvoerder (magister militum) Ursicinus, persoonlijk te begeleiden en te beschermen. Men vermoedt dat de carrière van Ammianus sterk werd bevorderd door Ursicinus.
In 354 begeleidde Ammianus zijn superieur naar Antiochië, waar hij getuige was van het bewind van Constantius Gallus en zijn vrouw Constantina. In 355 nam hij deel aan de missie om de usurpator Silvanus in Keulen terzijde te schuiven. Tot 357 hield Ammianus zich op in het gevolg van Ursicinus in Gallië, waar op dat moment Julianus, een achterneef van Constantius, als onderkeizer (Caesar) regeerde. Later zou Ammianus in zijn historische werk Julianus als een held beschrijven.
Daarna vertrok Ammianus met Ursicinus weer naar het oosten van het Romeinse Rijk, waar hij deelnam aan gevechten tegen het Sassanidische rijk van koning Shapur II. Tijdens deze strijd wist Ammianus in 359 op het laatste moment aan de Perzen te ontkomen, toen hij bij het beleg van Amida in het gezelschap van twee vrienden, op de voorlaatste dag voordat Amida na 73 dagen viel, uit de stad wist te ontglippen. Na de val van Amida richtten de Perzen onder de resterende Romeinen een bloedbad aan. Ursicinus werd in 360 ontslagen en aanvankelijk lijkt Ammianus hier ook de nadelen van te hebben ondervonden. Hij bleef echter in het leger en nam als officier deel aan veldtochten van keizer Julianus Apostata in Italië en Gallië. In de jaren 361 en 362 vocht hij tegen de Alemannen. In 363 nam hij deel aan de Perzische campagne van Julianus. Deze veldtocht eindigde in een catastrofe.
In 363 verliet Ammianus het leger. Hij reisde vervolgens door Griekenland, Thracië en Egypte. Na vijftien jaar, zo rond 380 ging hij naar Rome, waar hij zo rond 390/391, in de tijd van keizer Theodosius, en nadat hij zich definitief in Rome had gevestigd, zijn belangrijkste werk, de (Res gestae) deed verschijnen.. We weten uit een brief van de beroemde redenaar Libanios, met wie Ammianus waarschijnlijk bekend was, dat het werk zich in een grote populariteit kon verheugen.

## Werk
Ammianus was een intelligent man, rijk aan ervaring. Nadat hij zich in Rome had gevestigd ontpopte hij zich tot een voortreffelijk en betrouwbaar historicus. Daar schreef hij in het Latijn een geschiedenis van het Romeinse Rijk vanaf de troonsbestijging van keizer Nerva in 96 n.Chr. tot aan de dood van keizer Valens tijdens de Slag bij Adrianopel in 378 n.Chr.. Zijn werk was in feite een voortzetting van de geschiedenis van Tacitus. Hij beëindigde zijn werkzaamheden aan dat werk waarschijnlijk vóór 391, want in een passage prijst hij het Serapeum in Egypte als de glorie van het Romeinse Rijk, en deze tempel werd aan het einde van 391 n.Chr door de christenen verwoest.
De Res Gestae Libri XXXI bestond oorspronkelijk uit eenendertig boekrollen, maar de eerste dertien zijn verloren gegaan. De classicus Timothy Barnes voert aan dat het origineel niet uit eenendertig, maar uit zesendertig boeken bestond, wat zou betekenen dat de eerste achttien boeken verloren zijn gegaan. De overgeleverde achttien boeken bestrijken de periode van 353 tot 378. Als geheel wordt Ammianus’ werk als uiterst waardevol beschouwd. Zoals alle klassieke schrijvers was Ammianus geschoold in de retorica, wat te zien is in zijn werk.
De Res Gestae bestaat uit de volgende delen:
- Boekrollen 14–16: De val van Constantius Gallus. De benoeming van Julianus tot Caesar in Gallië en zijn eerste successen daar.
- Boekrollen 17–19: Julianus stelt de Rijngrens zeker. Keizer Constantius II moet zich in het Oosten tegen de Perzen doorzetten.
- Boekrollen 20–22: Julianus wordt in Gallië tot Augustus verheven. Ontwikkelingen tot de dood van Constantius en de alleenheerschappij van Julianus tot eind 362.
- Boekrollen 23–25: De veldtocht in Perzië en de dood van Julianus. De korte heerschappij en de dood van Jovianus (einde boekrol 25).
- Boekrollen 26: Valentinianus I en Valens delen de heerschappij over het imperium.
- Boekrollen 27–30: Veldtochten van Valentinianus en de dood van de keizer. Heerschappij van Valens in het oosten.
- Boekrollen 31: De inval van de Hunnen, de vlucht van de Goten over de Donau en hun opname in het Romeinse Rijk, slag bij Adrianopel.

Ammianus' werk bevat een gedetailleerde beschrijving van de tsunami van Alexandrië op 21 juli 365 n.Chr., waardoor de Egyptische metropool verwoest werd, evenals de kusten van de oostelijke Middellandse Zee. Zijn verslag beschrijft nauwkeurig de karakteristieke opeenvolging van aardbeving, terugtrekken van de zee en de plotselinge gigantische vloedgolf.

## Overleveringsgeschiedenis
Het werk van Ammianus genoot tijdens zijn leven een grote reputatie, maar werd later (waarschijnlijk ook vanwege de vrij gecompliceerde stijl) nog vrij weinig gebruikt en ging in de daaropvolgende periode, zoals zo vele werken, verloren, dit hoewel het werk mogelijk door Sulpicius Alexander zou zijn voortgezet. Alleen de bekende Latijnse grammaticus Priscianus schijnt in de 6e eeuw nog bekend te zijn geweest met het werk. Het werk werd voor het eerst in de Renaissance herdrukt. Gianfrancesco Poggio Bracciolini ontdekte in 1417 de tekst van de Codex Fuldensis (zie hieronder).
De overleveringsgeschiedenis van het werk is zeer problematisch. Het enige compleet bewaard gebleven handschrift, dat echter alleen de inhoud van de boeken 14 tot 31 weergeeft, is de Codex Fuldensis uit de abdij van Fulda (dat zich nu in het Vaticaan bevindt: Vaticanus Latinus 1873). Deze bron is gebaseerd op de Codex Hersfeldensis, dat waarschijnlijk in de 9de (of mogelijk 10e) eeuw in de abdij van Hersfeld ontstond en waar de gehele overlevering van afhangt. Op zes pagina's pagina's en fragmenten na is Codex Hersfeldensis volledig verloren gegaan. Hierdoor is men nu vrijwel volledig aangewezen op de tekst van het manuscript uit de abdij van Fulda. Er bestaat ook een afschrift van het Vaticanus Latinus 1873 manuscript door Niccolo Niccoli uit de 15e eeuw. De boeken 14-26 werden in 1474 door Angelus Sabinus in Rome (editio princeps) en in 1518 door Johannes Frobenius in Bazel uitgegeven. De uitgave van de boeken 14-31 door M. Accursius (Augsburg 1533) bevat als eerste uitgaven ook de boeken 27-31. Een (niet helemaal correcte) editie van de Res Gestae door Sigismund Gelenius uit hetzelfde jaar baseert zich op de Codex Hersfeldensis en is daarom bij de reconstrcuctie van de tekst van belang, waarbij dit door enige corrupties en de soms moeilijke stijl van Ammianus bemoeilijkt wordt '(zie hierboven). De huidige standaardeditie van de Latijnse tekst is afkomstig van Wolfgang Seyfarth. Een uitgebreid historische-filologisch commentaar is momenteel onder constructie.

## Betrouwbaarheid
De Res Gestae Libri XXXI wordt gezien als een heldere, complete en relatief onpartijdige beschrijving van de gebeurtenissen door een tijdgenoot.
Net als veel andere historici uit de oudheid streefde Ammianus echter ook zijn eigen politieke en religieuze agenda na. In zijn werk valt de vergelijking tussen de keizers Constantius II en Julianus de Afvallige steeds in het voordeel van de laatste uit - want Julianus was de keizer die Ammianus in zijn veldtochten altijd gevolgd.
Edward Gibbon beoordeelde Ammianus als "een accurate en trouwe gids, die de geschiedenis van zijn eigen tijd opschreef zonder zich over te geven aan de vooroordelen en passies, die doorgaans zo'n grote invloed uitoefenen op de geest van een tijdgenoot."

## Literaire betekenis
Ammianus Marcellinus gaf méér dan een nuchtere opsomming van feiten uit de politieke geschiedenis. Hij beredeneerde de essentiële waarden van regeringen en instellingen, gaf een psychologische analyse van de hoofdpersonen en weidde af en toe uit over de toestanden in de landen en over de zeden van de volkeren, die hij tijdens zijn militaire opdrachten had bezocht. Zijn werk ademt dezelfde bittere berusting als dat van zijn voorganger en stilistisch voorbeeld Tacitus, maar bovenal getuigt het van onpartijdigheid en van een ruime visie. Het werk is alleszins een betrouwbare bron voor de daarin behandelde periode. Marcellinus' schrijfstijl is echter vaak duister en gewrongen, vol Griekse wendingen, hetgeen er duidelijk op wijst dat het Latijn zijn moedertaal niet was.
Edward Gibbon veroordeelde Ammianus – naast zijn complimenten voor zijn betrouwbaarheid (zie boven) – voor zijn gebrek aan literaire flair: "De grove en alledaagse pen van Ammianus heeft zijn bloedige figuren met een vervelende en walgelijke nauwkeurigheid neergezet."
Ernst Stein echter prees Ammianus als "het grootste literaire genie dat de wereld heeft gekend in de periode tussen Tacitus en Dante."

## Nederlandse vertalingen
- Julianus, de laatste heidense keizer. Nadagen van een wereldrijk, vertaald en toegelicht door Daan den Hengst, 2013, ISBN 9789025370466 (Res gestae)

## Voetnoten
1. ↑  Gemeinsame Normdatei; geraadpleegd op: 31 december 2014.
2. ↑  Nouveau Dictionnaire des auteurs de tous les temps et de tous les pays; pagina('s): 81; volume: 1.
3. ↑  Ammianus Marcellinus.
4. ↑  Ammianus Marcellinus.
5. ↑  K. Rosen, Ammianus Marcellinus, Darmstadt, 1982, biedt een goed systematisch overzicht met betrekking tot de belangrijkste onderzoeksvragen (stand van zaken in 1979). Belangrijke recentere werken zijn onder andere J.F. Matthews, The Roman Empire of Ammianus, Baltimore - Londen, 1989 (tweede, herziene editie: Ann Arbor, 2008²), T.D. Barnes, Ammianus Marcellinus and the Representation of Historical Reality, Ithaca - Londen, 1998; J.W. Drijvers - D. Hunt (edd.), The Late Roman World and Its Historian: Interpreting Ammianus Marcellinus, Londen, 1999 en G. Kelly, Ammianus Marcellinus: The Allusive Historian, Cambridge, 2008. Een algemeen overzicht biedt M. von Albrecht, Geschichte der römischen Literatur, II, München, 2003³, pp. 1127-1138. Zie ook de inleidingen in de vertalingen van O. Veh (trad.) - G. Wirth (introd. com.), Ammianus Marcellinus. Das römische Weltreich vor dem Untergang, München – Zürich, 1974, pp. VII-XXX en W. Seyfarth (introd. ed. trad.), Rerum gestarum libri qui supersunt, I, Leipzig, 1978, pp. 9-51.
6. ↑  Een van de communis opinio afwijkende mening wordt ingenomen door Barnes, die meent dat hoewel Ammianus deze stad bewonderde en er ook langere tijd zou hebben geleefd, hij niet in Antiochië was geboren: T.D. Barnes, Ammianus Marcellinus and the Representation of Historical Reality, Ithaca - Londen, 1998, p. 60.
7. ↑  Barnes neemt ook aan dat Ammianus de Syrische taal kende: T.D. Barnes, Ammianus Marcellinus and the Representation of Historical Reality, Ithaca - Londen, 1998, p. 60.
8. ↑  Over zijn eerste tijd als protector domesticus en het patronaat van Ursicinus over de jonge Ammianus. Zie J.F. Matthews, The Roman Empire of Ammianus, Baltimore - Londen, 1989, pp. 74-77, en K. Rosen, Ammianus Marcellinus, Darmstadt, 1982, pp. 18f.
9. ↑  Over het beleg en de val van Amida, zie Ammianus, XIX 1-9. Zijn relaas van de belegering doet niet onder voor dat van de klassieke geschiedkundigen.
10. ↑  Julianus was in het voorjaar van 360 door zijn eigen troepen (waarschijnlijk in een georkestreerde daad) tot keizer uitgeroepen, en had vervolgens aan het einde van 361, na de dood van Constantius, de alleenheerschappij gegrepen. Voor meer informatie hierover, zie het artikel over Julianus Apostata.
11. ↑  Mogelijk durfde hij het niet aan zijn werk, eerder in de tijd van keizer Valentinianus I te laten verschijnen.
12. ↑  De exacte titel van zijn werk is niet bekend, de naam "Res gestae", wat zo iets als "Gedane zaken" betekent, is aan ons door Priscianus overgeleverd: Priscianus, Gr. Lat. II 487.
13. ↑  Epistulae 1063 (ed. Förster).
14. ↑  XXII 16.12.
15. ↑  T.D. Barnes, Ammianus Marcellinus and the Representation of Historical Reality, Ithaca - Londen, 1998.
16. ↑  G. Kelly, Ammianus and the Great Tsunami, in JRS 94 (2004), pp. 141-167 (i.h.b. p. 141). Merk op dat in de vijfde eeuw voor Christus de Griekse historicus Thucydides het verband tussen deze seismische gebeurtenissen al had gelegd in zijn Geschiedenis van de Peloponnesische Oorlog (zie: I 22).
17. ↑  Voor de bronnen kan men onder meer het overzicht bij K. Rosen, Ammianus Marcellinus, Darmstadt, 1982, pp. 52ff. Zie verder ook J.F. Matthews, The Roman Empire of Ammianus, Baltimore - Londen, 1989 en T.D. Barnes, Ammianus Marcellinus and the Representation of Historical Reality, Ithaca - Londen, 1998 (zie in elk van deze werken de registers), alsook G. Kelly, Ammianus Marcellinus: The Allusive Historian, Cambridge, 2008, pp. 222ff.
18. ↑  Zie in dit verband zijn weergave van de notenuitwisseling over Perzië (XVII 5), waar ook leden van het gezantschap als bron in aanmerking komen.
19. ↑  Tegen Eunapios spreekt eigenlijk de chronologie, maar zie K. Rosen, Ammianus Marcellinus, Darmstadt, 1982, pp. 66f. Onwaarschijnlijk is in ieder geval dat Ammianus uitgebreid gebruik heeft gemaakt van de in fragmenten bewaard gebleven Geschiedenis van Eunapios, omdat deze over de tijd van Julianus de Afvallige alleen uit de tweede hand bericht.
20. ↑  M. Kulikowski, Marius Maximus in Ammianus en de Historia Augusta, in CQ 57 (2007), pp. 244-256.
21. ↑   Over de Annalen van Nicomachus Flavianius zie vooral B. Bleckmann, Bemerkungen zu den Annales des Nicomachus Flavianus, in Historia 44 (1995), pp. 83–99. J.F. Matthews, The Roman Empire of Ammianus, Baltimore - Londen, 1989, pp. 476-477 (n. 6), is echter veel sceptischer over de veronderstelling dat Nicomachus Flavianus de keizertijd heeft beschreven en als een belangrijke bron voor Ammianus heeft gediend.
22. ↑  D. Rohrbacher, The sources for the lost books of Ammianus Marcellinus, in Historia 55, 2006, pp. 106-124.
23. ↑  W. Klein. Studien zu Ammianus Marcellinus, Leipzig, 1914, p. 40: Wieweit sich jedoch Ammians Werk aus diesem erfragten Material zusammensetzt, ist im einzelnen nicht mehr festzustellen, da sich Ammian nie auf seine Gewährsmänner beruft. [...] Diese Täuschung vollständig zu machen ist ihm das Glück in geradezu wunderbarer Weise behilflich gewesen, da es seine schriftlichen Quellen bis auf wenige Reste hat untergehen lassen. ("In hoeverre echter Ammianus's werken uit gevraagde materiaal is opgebouwd. is in detail niet meer vast te stellen, aangezien Ammianus zich nooit op zijn bronnen beroept. [...] Bij het completeren van deze misleiding heeft het geluk hem op een haast wonderbaarlijke wijze geholpen, aangezien zijn geschreven bronnen op een paar restanten na in de nevelen der tijd zijn verdwenen.")
24. ↑  B. Bleckmann, Vom Tsunami von 365 zum Mimas-Orakel: Ammianus Marcellinus als Zeithistoriker und die spätgriechische Tradition, in J. den Boeft - J.W. Drijvers - D. den Hengst - H.C. Teitler (edd.), Ammianus after Julian. The Reign of Valentinian and Valens in Books 26–31 of the Res Gestae, Leiden, 2007, pp. 7-31
25. ↑  Een mogelijke uitzondering was ook de anonieme auteur van de Historia Augusta. Zie: R. Syme, Ammianus and the Historia Augusta, Oxford, 1968, alsook T.D. Barnes, Ammianus Marcellinus and the Representation of Historical Reality, Ithaca - Londen, 1998, p. 30.
26. ↑  Samenvatting van W. Seyfarth (introd. ed. trad.), Rerum gestarum libri qui supersunt, I, Leipzig, 1978, pp. 40-46.
27. 1 2  M. Landfester (ed.), NP Supp. 2 (2007), p. 35.
28. ↑  Vergelijk over de overlevering ook K. Rosen, Ammianus Marcellinus, Darmstadt, 1982, pp. 8ff., over de overlevingsgeschiedenis zie ook de actuele literatuurverwijzingen bij J.W. Drijvers - D. Hunt (edd.), The Late Roman World and Its Historian: Interpreting Ammianus Marcellinus, Londen, 1999, pp. 8e.v.
29. ↑  Zie: J. den Boeft - J.W. Drijvers - D. den Hengst - H.C. Teitler (o.a.) (comm.), Philological and historical commentary on Ammianus Marcellinus, 9 dln., Leiden - New York, 1935-2011.
30. ↑  E. Gibbon, The History of the Decline and Fall of the Roman Empire, hoofdstuk 26.5.
31. ↑  E. Gibbon, The History of the Decline and Fall of the Roman Empire, hoofdstuk 25.
32. ↑  E. Stein, Geschichte des spätrömischen Reiches, Wenen, 1928.

- Bibsys: 90056260
- Biblioteca Nacional de Chile: 000125771
- Biblioteca Nacional de España: XX1071558
- Bibliothèque nationale de France: cb118886885 (data)
- Catàleg d'autoritats de noms i títols de Catalunya: 981058516353406706
- CiNii: DA03039953
- Gemeinsame Normdatei: 118502581
- Historisch woordenboek van Zwitserland: 010299
- International Standard Name Identifier: 0000 0001 2128 7256
- Library of Congress Control Number: n80065875
- Nationale Bibliotheek van Letland: 000004902
- Bibliotheek van het Japanse parlement: 001277274
- Nationale Bibliotheek van Tsjechië: jn19981000103
- Nationale bibliotheek van Australië: 35782674
- Nationale Bibliotheek van Israël: 987007257744605171
- Nationale Bibliotheek van Polen: a0000001181544
- Nationale en Universitaire bibliotheek Zagreb: 000117901
- Nederlandse Thesaurus van Auteursnamen: 069695288
- Réseau des bibliothèques de Suisse occidentale: 02-A000007233
- Istituto Centrale per il Catalogo Unico: CFIV096881
- LIBRIS: 175247
- Système universitaire de documentation: 026684942
- Trove: 1085248
- Virtual International Authority File: 89594750